# BY Draconis
Désignations
BY Draconis est un système d'étoiles multiple de la constellation du Dragon, qui comprend au moins trois composantes. C'est également une étoile variable, formant le prototype de la classe des étoiles variables du même nom.

## Situation et caractéristiques du système
Le système de BY Draconis est situé à une distance de 16,5 ± 0,01 pc (∼53,8 al) de la Terre, d'après la mesure de sa parallaxe annuelle par le satellite Gaia,. Il se rapproche du système solaire avec une vitesse radiale de −25,5 km/s.
Il est probablement âgé de un à deux milliards d'années et sa métallicité, c'est-à-dire son abondance en éléments plus lourds que l'hélium, serait supérieure à celle du Soleil. Sa luminosité est équivalente à 27 % de celle du Soleil.

## Membres du système

### BY Draconis A et B
Les étoiles désignées BY Draconis A et B sont deux naines orange qui forment un sous-système binaire spectroscopique à raies doubles ayant une période orbitale seulement de 5,98 jours, et présentant une excentricité relativement importante de 0,30. Leurs classifications spectroscopiques individuelles sont K4Ve + K7.5Ve respectivement. La masse de BY Draconis A est équivalente à 79 % de celle du Soleil, tandis que la masse de BY Draconis B vaut 70 % celle du Soleil.
Elles forment le prototype d'une classe d'étoiles variables connues comme les variables de type BY Dra. La variabilité de BY Draconis est provoquée par l'activité des taches stellaires présentes dans la photosphère d'au moins d'une des deux étoiles, en combinaison avec une rotation rapide qui crée un changement rapide de l'angle de vue de la zone d'activité pour l'observateur. Cette variation présente une périodicité moyenne de 3,83 jours environ, mais la luminosité du système varie également sur une période de plusieurs années, en fonction du niveau d'activité des étoiles.
Il semblerait que l'étoile primaire, BY Draconis A, soit responsable de la variabilité, étant donné que sa compagne ne produit qu'un tiers de la luminosité totale du système. Il n'est toutefois pas exclu que les taches soient présentes à la surface des deux étoiles. Contrairement au Soleil, elles pourraient également être présentes au niveau des régions polaires des étoiles. BY Draconis est également sujette à des éruptions stellaires et elle donc aussi classée en tant que variable de type UV Ceti. Au total, sa magnitude apparente peut varier entre 8,04 et 8,48.

### BY Draconis C
BY Draconis C, la troisième composante du système, est largement séparée de la paire AB par une distance angulaire de 17 secondes d'arc en date de 2015, ce qui correspond à une distance réelle d'environ 260 UA étant donné la distance du système à la Terre. Elle est découverte en 1997.

### Quatrième composante?
Il pourrait exister une quatrième composante dans le système, qui présenterait une période de révolution inférieure à 1 000 jours, et qui expliquerait l'excentricité importante de l'orbite de la paire AB, mais elle n'a pas encore été confirmée visuellement.